# Mark Gangloff
Mark Daniel Gangloff (Buffalo, 8 giugno 1982) è un ex nuotatore statunitense.

## Biografia
Ha vinto la medaglia d'oro nella staffetta 4x100 m misti ai Giochi olimpici di Atene 2004 e di Pechino 2008, gareggiando solo però nelle batterie di qualificazione. Inoltre è arrivato quarto nella finale dei 100 m rana.
Ha recitato nel The Guardian (2006), accanto a Kevin Costner, interpretando uno studente alla scuola di addestramento della Guardia Costiera Statunitense.

## Palmarès
- Olimpiadi

Atene 2004: oro nella 4x100m misti.
Pechino 2008: oro nella 4x100m misti.
- Mondiali

Montreal 2005: oro nella 4x100m misti e argento nei 50m rana.
Roma 2009: oro nella 4x100m misti e bronzo nei 50m rana.
Shanghai 2011: oro nella 4x100m misti.
- Mondiali in vasca corta

Indianapolis 2004: oro nella 4x100m misti.
Manchester 2008: argento nei 50m rana e nella 4x100m misti.
Dubai 2010: oro nella 4x100m misti.
- Giochi PanPacifici

Irvine 2010: oro nella 4x100m misti, argento nei 50m rana e bronzo nei 100m rana.
- Giochi panamericani

Winnipeg 1999: bronzo nei 200m rana.
Santo Domingo 2003: oro nei 100m rana e nella 4x100m misti.
Rio de Janeiro 2007: oro nella 4x100m misti e argento nei 100m rana.